# Armada fletcheri
Armada fletcheri là một loài bướm đêm trong họ Noctuidae.